# Masakiyo Maezono
Masakiyo Maezono (jap. 前園真聖 Maezono Masakiyo; ur. 29 października 1973 r. w Kagoshima) – japoński piłkarz.

## Kariera klubowa
Od 1992 do 2004 roku występował w klubach: Yokohama Flügels, Tokyo Verdy, Santos FC, Goiás EC, Shonan Bellmare, Anyang LG Cheetahs, Incheon United.

## Kariera reprezentacyjna
Karierę reprezentacyjną rozpoczął w 1994 roku. Karierę reprezentacyjną zakończył w 1997 roku. W sumie w reprezentacji wystąpił w 19 spotkaniach. Został powołany na Igrzyskach Olimpijskich 1996.

## Statystyki
| Reprezentacja Japonii | Reprezentacja Japonii | Reprezentacja Japonii |
| Rok                   | Mecze                 | Gole                  |
| --------------------- | --------------------- | --------------------- |
| 1994                  | 6                     | 0                     |
| 1995                  | 4                     | 0                     |
| 1996                  | 7                     | 4                     |
| 1997                  | 2                     | 0                     |
| Razem                 | 19                    | 4                     |